# Plecoptera trichophora
Plecoptera trichophora là một loài bướm đêm trong họ Erebidae.